# Бейкер, Кешья
Кешья Бейкер (англ. Keshia Baker; род. 30 января 1988, Фэрфилд, Калифорния) — американская легкоатлетка, олимпийская чемпионка в составе эстафеты 4×400 м.

## Биография
Будучи студенткой Университета штата Орегон стала вице-чемпионом NCAA в 2010 году.
Была чемпионом по эстафете на чемпионате мира по легкой атлетике в Тэгу в 2011 году. Своей участием в забеге способствовала тому, что США выиграла золото в эстафете 4 на 400 метров. Также на Олимпийских играх 2012 года в Лондоне Бейкер выступала в забеге, завоевав золото в финале.